# Ronald Noble

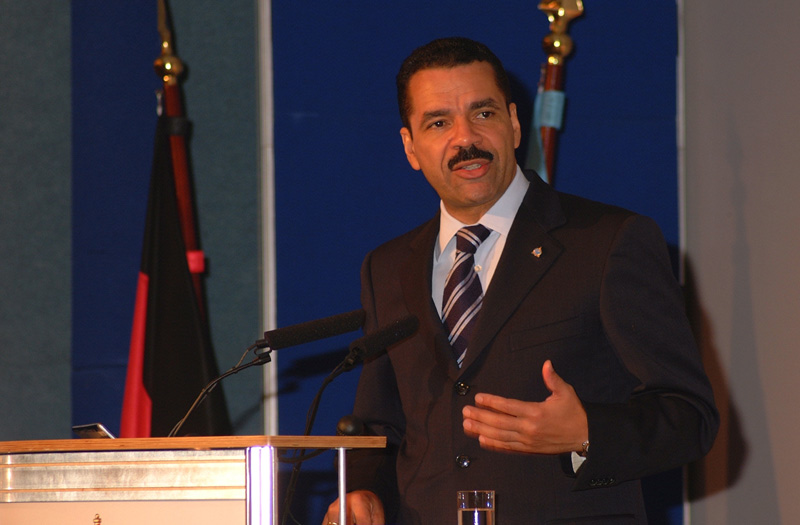
Ronald K. Noble

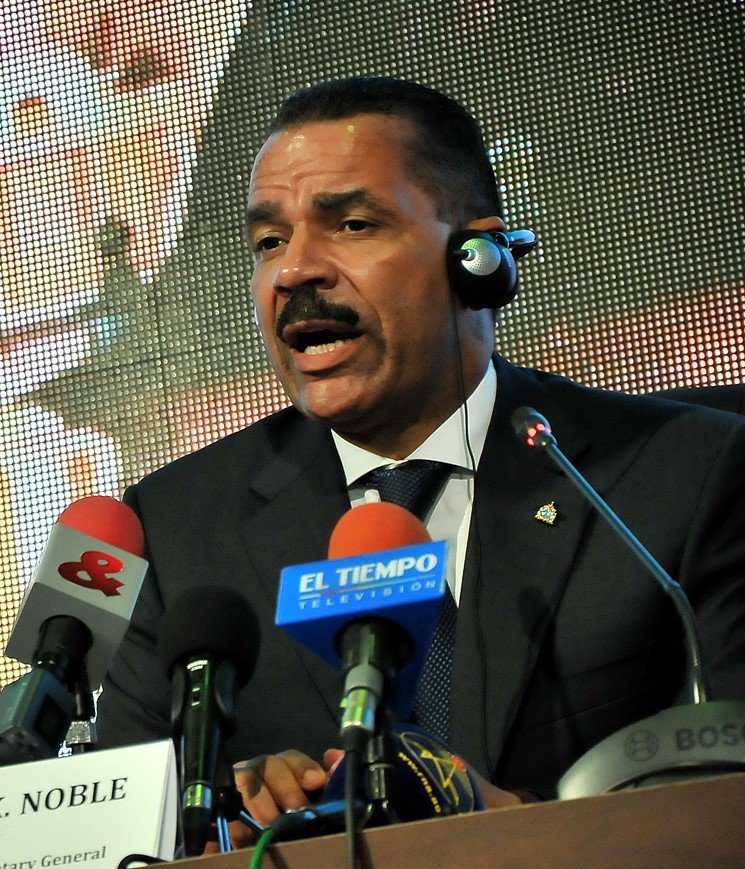
Ronald Noble 2013

Ronald Kenneth Noble (Fort Dix, 1957) is een Amerikaans politicus, jurist en hoogleraar. Noble was tussen 2000 en 2014 de secretaris-generaal van Interpol.
Noble heeft een Duitse moeder en een Amerikaanse vader. In 1979 studeerde hij af aan de universiteit van New Hampshire met een bachelor in economie en bedrijfsadministratie. Hierna promoveerde hij in 1982 aan de Stanford Law School (Stanford-universiteit). Vervolgens werkte hij bij diverse juridische instanties.
Vanaf 1988 is hij werkzaam als docent aan de School of Law van de universiteit van New York. Sindsdien voerde hij ook al taken uit bij het United States Department of Justice. Uiteindelijk werd hij in 1994 bij het United States Department of the Treasury benoemd tot Under Secretary of the Treasury for Enforcement. In deze functie was hij onder andere verantwoordelijk voor het Bureau of Alcohol, Tobacco, Firearms and Explosives, de Federal Law Enforcement Training Centers, de Office of Foreign Assets Control, de United States Secret Service en het Financial Crimes Enforcement Network.
In 2000 werd hij tijdens de 69ste Algemene Vergadering van Interpol op het Griekse eiland Rhodos unaniem gekozen tot secretaris-generaal van de organisatie. In 2005 werd hij in Berlijn tijdens de 74ste Algemene Vergadering unaniem voor een tweede ambtstermijn gekozen en in 2010 in Doha, Qatar tijdens de 79ste vergadering, wederom unaniem, voor een derde termijn.
- Library of Congress Control Number: no93028050
- Virtual International Authority File: 19253442
- WorldCat: E39PBJvRYyWKRxM49M7rfpmDbd